# Bernard Rands
 (mars 2019).
Si vous disposez d'ouvrages ou d'articles de référence ou si vous connaissez des sites web de qualité traitant du thème abordé ici, merci de compléter l'article en donnant les références utiles à sa vérifiabilité et en les liant à la section « Notes et références ».
Bernard Rands, né le 2 mars 1934 à Sheffield, est un compositeur américain d'origine britannique.

## Biographie
Il a étudié la musique et la littérature anglaise à l’université du pays de Galles, à Bangor. Il a étudié la composition et la direction d’orchestre avec Pierre Boulez et Bruno Maderna à Darmstadt, en Allemagne, et avec Luigi Dallapiccola et Luciano Berio à Milan.
Depuis 1975, il vit aux États-Unis. Il a été naturalisé en 1983. Il a enseigné à l’université de Californie à San Diego, à la Juilliard School, puis à l’université Yale, ensuite à l’université de Boston. Depuis 1988, il enseigne à l’université Harvard.
Ses œuvres Canti del Sole et Canti d’Amor ont été distinguées, respectivement, par le prix Pulitzer de musique en 1984 et par un Grammy Award en 2000. Il a épousé la compositrice américaine Augusta Read Thomas.